# Drosophila (Psilodorha)
Drosophila (Psilodorha) Okada, 1968, è un sottogenere di insetti del genere Drosophila (Diptera: Drosophilidae), comprendente due sole specie esclusive dell'ecozona orientale. 
Psilodorha è stato istituito e descritto da Okada nel 1968 al fine di includervi la nuova specie Drosophila ancora.

## Descrizione
Gli elementi diagnostici del genere Psilodorha interessano principalmente la morfologia della chetotassi in diversi e degli organi genitali esterni del maschio.
In particolare, Psilodorha presenta sul secondo antennomero una lunga setola che supera l'apice del terzo antennomero, torace provvisto di setole prescutellari ben sviluppate, peli acrosticali allineati in più di dieci file, setole dorsocentrali anteriori e posteriori ravvicinate, femori anteriori provvisti di due file di setole sul lato anteriore, terzo tratto della costa frangiato per tutta la sua lunghezza. Fra gli altri caratteri diagnostici si cita anche la fronte ampia e, nel maschio, la fusione dei parameri con l'ipandrio.
Secondo Okada, Psilodorha è morfologicamente affine al genere Microdrosophila, ma si distingue da questo per la presenza delle setole prescutellari ben sviluppate.

## Specie
Okada descrisse e incluse nel sottogenere Psilodorha la sola specie Drosophila ancora Okada, 1968. Alcuni anni più tardi due entomologi taiwanesi aggiungono al sottogenere un'altra drosofila asiatica, D. toyohii Lin & Tseng, 1972, il cui nome è dedicato al ditterologo giapponese, per il consistente contributo fornito alla tassonomia dei Drosophilidae.
I caratteri che differenziano le due specie consistono nella conformazione dell'arista e della chetotassi specifica dei peli acrosticali.

## Distribuzione
Psilodorha ha un areale piuttosto ristretto, circoscritto ad alcuni siti settentrionali della regione orientale. D. ancora è segnalata in Cina (Hainan) e Giappone (Ryūkyū), mentre D. toyohii sarebbe endemica di Taiwan.